# T-26坦克
T-26坦克是蘇聯第一种大规模生产和装备部队的坦克。它廣泛的被使用於1930年代的多次衝突及第二次世界大戰之中，直到1960年代自芬蘭退役為止。

## 设计
底盘采用平衡式悬挂系统，每侧的8个小直径负重轮分为两组，每组共用弹簧构成车架与车体连接。具有良好的行驶平稳性和良好的战场通行性能。
90马力8缸空冷汽油发动机。
横向并列两个单人7.62mm机枪塔

### T-26T性能諸元[1]
- 組員：2人
- 重量：8.5 ton （推估值）
- 長度：4.8 m
- 寛度：3.41 m
- 高度：1.83 m
- 引擎：66.2 kW (90 hp) 4缸汽油引擎
- 極速：30 km/h
- 最大行程：175km

## 历史

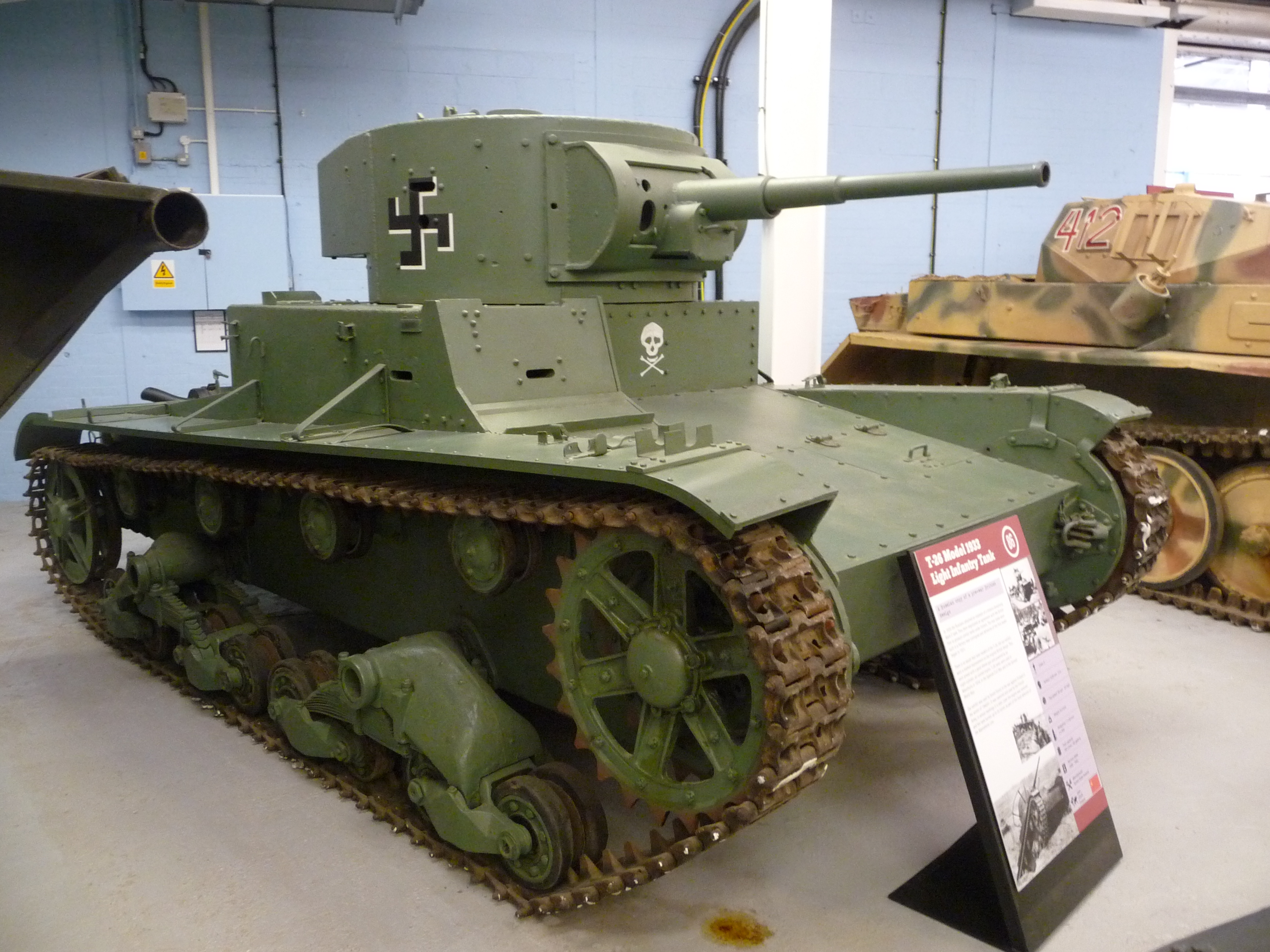
擄獲自蘇軍的芬蘭T-26

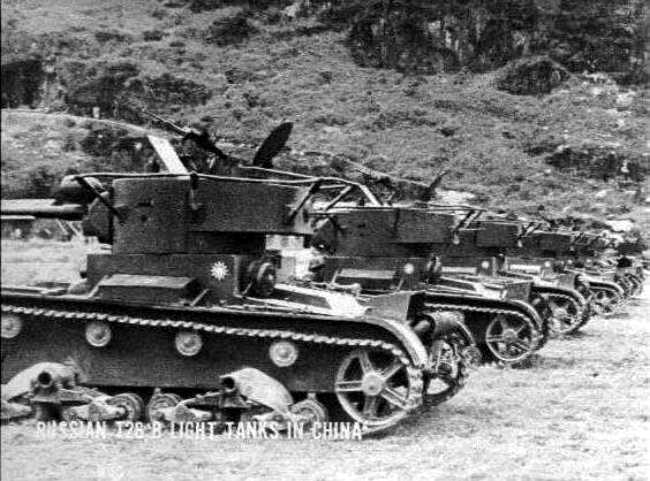
中華民國陸軍於抗日戰爭時使用的T-26坦克

苏联早期坦克，如T-18、T-19、T-20，由于发动机问题始终无法进入批量生产。1929年5月28日，苏联政府和维克斯公司签订协议，进口首批15辆維克斯六噸戰車（維克斯MK.E A型戰車），被称为V-26。1930年，列宁格勒布尔什维克工厂参照这批坦克改进设计制造20辆TMM-1和TMM-2坦克。经过与T-19、T-20坦克过对比实验，1931年2月13日，苏联革命军事委员会决定采用TMM-2，正式命名为T-26轻型坦克，从1932年起由哈尔科夫机车车辆工厂和列宁格勒布尔什维克工厂同时投入生产。。
蘇聯一共生產超過11,000輛T-26坦克，遠超過同一時期其他國家生產的任何坦克。其衍生型大約有53種，包括火焰發射車、戰鬥工兵車、遙控坦克、自走砲與人員運輸車等；其中23種型號進入量產。
1930年代之中，T-26戰車在西班牙內戰、諾門罕戰役與冬季戰爭中均扮演極為吃重的角色。1941年6月，在第二次世界大戰席捲蘇聯開始之際，它也是紅軍在巴巴羅薩作戰中所配備數量最多的戰車。這型戰車雖然在二戰當時性能已經過時，但直到1945年八月风暴行动時仍可見到該型戰車的身影。
除了蘇聯使用以外，T-26坦克也外銷到其他國家，包括西班牙、芬蘭、中華民國、土耳其等。另外包括芬蘭，德國、羅馬尼亞與匈牙利等國也都曾使用過在戰場上擄獲的T-26戰車。T-26的優點包括可靠性高與容易維護，且在1931年到1941年間它的設計不斷跟隨時代的演進而改良。1940年後，T-26系列即沒有再推出新發展的車款。

### T-26在中国
1937年9月14日，军令部次长杨杰率领的中国代表团在莫斯科与苏联炮兵委员拔也夫、空军委员拉宁谈判，达成了购八十二辆战车，外加指挥车、弹药车及修理车五辆（二轻三重）等、战车附件为总值百分之十。每战车附炮弹一千五百发，共计炮弹十二万三千发。机关枪子弹每架四万五千发，共计三百六十九万发。当晚杨杰、张冲便发出“寒电”回报况：“蒋委员长勋鉴：……（四）：坦克车82辆及高射炮一营已商妥待运，请电请法方协助海运，乞将结果示知，以便转告苏方起运。……”1937年11月28日，两艘运载首批援华军事物资的苏联货轮从塞瓦斯托波尔港启航。1938年元旦到达法属印度支那海防港。遭到法国当局扣留。直至1938年2月陆续运达昆明，从3月起逐步送到部队。据苏联资料，首批总共6182吨物资中有82辆T-26坦克（每辆坦克配炮弹1500发，机枪弹45000发）及568箱T-26的备件，5辆T-26T装甲修理车，30辆“共产国际”牵引车，10辆ZIS-6卡车，30辆摩托车，20门1931年型(3-K)76公厘高射炮和40000发炮弹，207箱高射控制仪部件，4台对空探照灯，2台对空听音器，航空器材与步兵武器等。 第一笔苏联对华军援合同于1938年3月3日才签订，先交货后结账不付款（苏方提供信贷）。1938年3月29日杨杰自莫斯科呈蒋委员长报告在苏接洽军火细帐报告：

   帐单甲中国政府以信用贷款所购各货之价目（以美金计）

    II装甲坦克器材

        甲、坦克车（T-26）——（附无线电装置）八二辆 每辆二一、三〇二......合计一、七四六、七六四 

        乙、预备发动机、预备零件及修理车......三七四、〇七六 

中國在抗日戰爭由蘇聯供應了82輛T-26B(1933年型)，是抗日战争时期所有苏援装备中唯一的坦克。另接收有不明數量的T-26B(1937年型)，以及T-26A（有照片為證）缺乏实证。
中華民國陸軍曾經向蘇聯訂購兩種型式的T-26坦克：T-26B 1933年後期型(砲塔為方型頂門蓋)，以及T-26B 1937年型(有P40車長指揮塔裝有防空機槍，其蓋為圓型，砲手仍為方型蓋，另有部份在砲塔後側加裝機槍，注意左圖即是。)這些坦克在主炮的炮盾上方裝有兩個探照燈。這些坦克都有無線電通訊設備，在當時屬於相當先進的設計。这批82台T-26是苏联于1936年下半年到1937年生产的最新款式，是在T-26炮塔最终改为倾斜曲面样式之前的最后一个批次。主要特征包括：
- 行动部分：全部负重轮都为新式，而非维克斯Mk.E相同的旧式；托带轮的橡胶轮缘改为可拆卸式以便更换，诱导轮结构加强；
- 车体：装甲由铆接改为焊接，车首中央的车大灯加装可开闭的装甲护罩，传动系统检修盖增大，发动机护罩改进以加强防护
- 炮塔：顶部环绕天线框，冲压工艺的火炮防盾上装一对夜战探照灯，加装炮塔后射机枪与塔顶高射机枪（部分在车长位置改装凸出的圆形舱门和P-40高射枪架）
- 内部：驾驶仪表板和车喇叭采用新设计，发动机功率提升为95马力，装10-RK无线电台，车载工具和备件更新。

中方也称其为“俄式9吨半战车”。认为有缺点：
- 4缸卧式汽油机在发动时，火花塞容易被机油堵塞，而该发动机以磁电机点火，容易发生故障
- 坦克履带很容易脱落，导致车辆妥善率差。
- DT坦克机枪下车作战不便的意见：曾指挥第五军装甲兵团的胡献群对T-26评价为：“俄式9吨半战车（T-26），火力旺盛，射击操纵灵便，利乎战斗，……意式战车（CV35）与俄式战车之轻机枪，准星皆在战车转塔上，遇必要时拆枪下车战斗，则因无准星射击困难，有改善之必要。”

与当时日军较新的九五式轻型坦克相比，这批T-26的机动性稍逊，火力和车内外通讯远胜；而与当时日军最新锐的九七式中型坦克相比，这批T-26的机动性和装甲厚度稍逊，穿甲能力和直射精确性更胜，车内通讯远胜。
1938年1月15日军政部下令，以装甲兵团为骨干扩编成立陆军机械化第200师，直属于军政部，装甲兵团团长杜聿明少将升任该师首任中将师长，留学德国的邱清泉少将任副师长，师参谋长为彭璧玉少将（1938年3月改为廖耀湘少将）。由机械化学校（教育长徐庭瑶）督训。第200师是中国第一个装甲师，也是世界上第四个装甲师。
各国采购的坦克统一集中在湘潭云桥湖第200师第1149团、第1150团驻地。1938年3月，首批40辆T-26与苏联顾问和教员到达湘潭，当时还有10辆T-26已到昆明，32辆尚在运送途中（在昆明滞留半年多）。苏联坦克兵顾问组长彼得·德米特里耶维奇·别洛夫少校，中文化名高尚夫。苏军顾问讲授的是当时法军机械化骑兵操典。第1149与第1150团，各编3个战车营：
- 第一营
  - 第一连连部有维克斯E和CV35各一辆，第一排和第二排各有3辆维克斯Mk.E，第三排有5辆CV35；
  - 第二连情况同第一连；
  - 第三连装备连部有T-26和CV35各一辆，第一排和第二排各有3辆维克斯T-26，第三排有5辆CV35；
- 第二营装备T-26和CV35，配置同第一营。
- 第三营无坦克

1938年4月，第200师坦克部队首次行动，开赴江西上高，与汤恩伯部第13集团军第85军第4、第110师进行联合演习，准备在赣北与参加保卫大武汉，与日军决战。演习结束后退回湖南醴陵待命。
徐州会战结束后，国军准备在豫东兰封附近阻截其日军进犯平汉铁路，保卫大武汉。1938年5月9日，第200师奉命编成突击军第一纵队，由副师长邱清泉少将兼任该纵队司令率队参战。驻湘潭的第1149团第二营第五连一个排的3辆T-26坦克、驻武昌的第1150团派出第一营第一连（7辆维克斯Mk.E和7辆CV35）和第二营第五连一个排（5辆CV35），共计22辆坦克。日军土肥原贤二的第14师团退兰封，被包围在三义寨。为打破战场胶着态势，5月26日上午第十七军团军团长胡宗南调战车排（排长王宗辉）3辆T-26坦克（“由外国援助，带无线电台、小炮和重机枪，威力很大的新型坦克”）从郾城赶赴三义寨，配属给第78师，师长李文派第463团第一营伴随该坦克排，在炮兵掩护下由梁寨向刘庄攻击，至9时连克刘庄、王庄、唐牛庄及大、小王庄，迫使部分日军弃械溃逃。此时坦克应按原定计划原路返回出发阵地，但该战车排在重新集结后迷路，与步兵失去联络误向黄庄日军阵地行驶，结果被日军直射炮火全部击毁。其中2辆T-26破坏严重，另一辆被击中行动部分而车体完好，在日军步兵将其包围试图夺取时，排长王宗辉在车中举枪自戕。后这3辆T-26均被日军运回本土，1939年1月的靖国神社广场上举办的战利品展示会上公开展出。
T-26坦克抗战初战后，总结的经验教训是：

“1、战车炮威力效力均大，惟机枪常生故障。2、汽缸过热，则不给油，因油未到化油器即行蒸发。3、每行二三小时，火星塞非清洗即不好用。”

1938年11月1日，在湖南湘潭以第200师为基干编成直接隶属于军政部作为战略预备队的新编第十一军，机械化学校教育长徐庭瑶中将兼任军长，杜聿明中将任副军长兼第200师师长，黄翔少将为军参谋长。原属第1149与第1150团的4个战车营，合编为新11军直属装甲兵团，辖4个战车营和一所修理厂。新11军成军后即移驻广西全州。1939年2月18日新11军改番号为陆军第五军，其直属装甲兵团下辖4个战车营，每个战车营下辖3个战车连，实有213个装甲单位，苏联顾问记录其中T-26有79辆（即除了前述兰封损失3辆外，其余都齐），CV35有88辆，维克斯14辆，雷诺10辆，装甲车6辆。还应有16辆维克斯水陆坦克。1939年夏，天水行营主任和桂林行营主任各掌管两个坦克营，1939年6月下半月约有100辆坦克在天水行营负责的第一、二、八、十战区。
在國共內戰期間，1947年4月，战车第二团装备T-26战车43台。有部分T-26坦克被摧毀或者是擄獲，最後剩下的坦克與其他裝甲車輛一起運到臺灣後除役。

## 衍生型

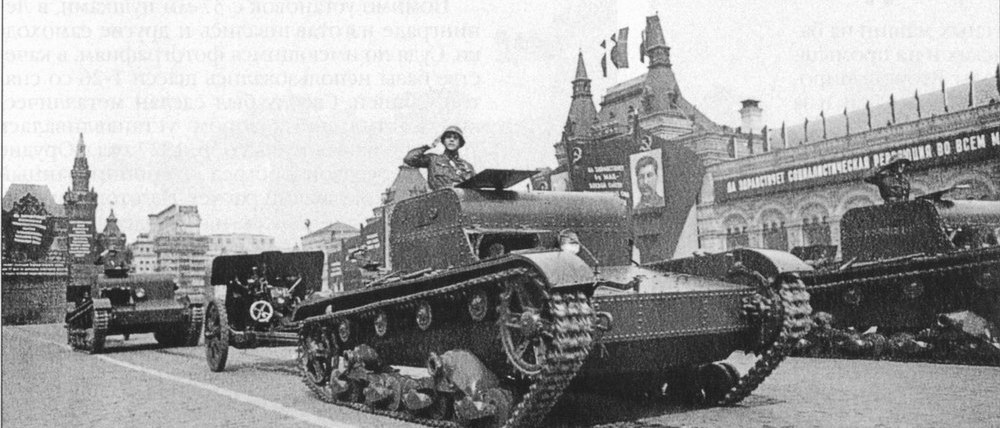
紅軍的T-26T裝甲牽引車

蘇聯曾經以T-26輕坦克的車體為基礎，推出一系列試驗性的輕型裝甲車，包括自走防空炮、彈藥車等等，而當中亦有輕型火炮牽引車，包括1934年至1936年生產，全裝甲的T-26T以及只有部分裝甲的T-26T2，但兩者產量都不大，前者有183輛，而後者更只有數輛。最後蘇軍改為大量生產T-20作為主力的輕型牽引車。但由T-26改造的牽引車在二戰中一直繼續使用，甚至參與了1945年的八月風暴行動。

## 使用國

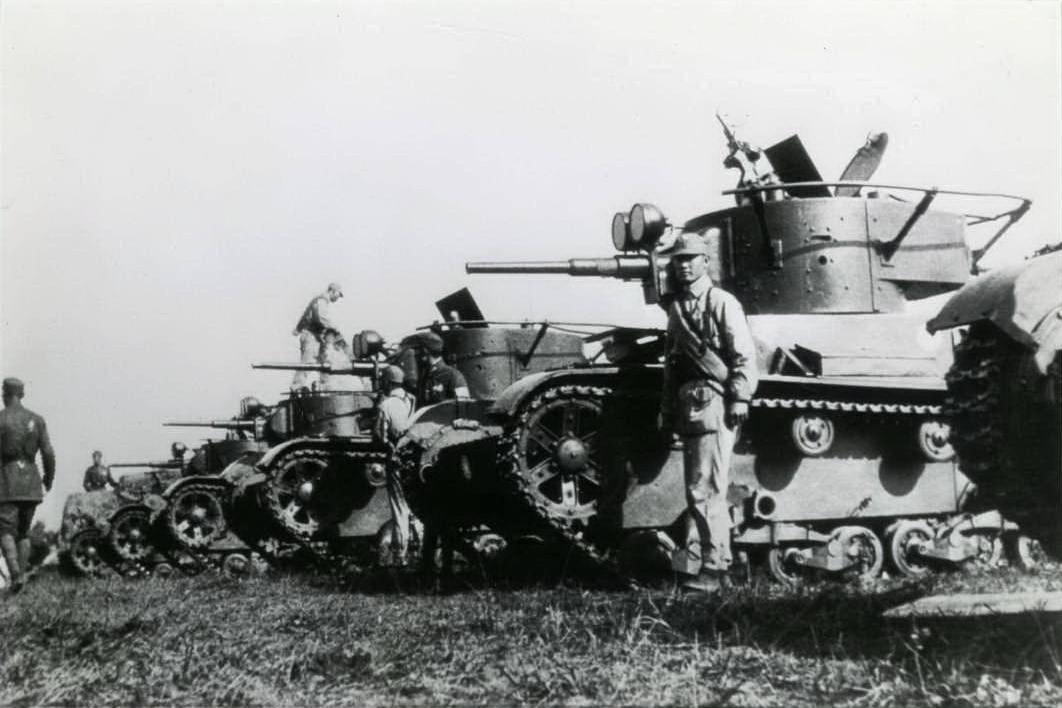
T-26是抗日戰爭時在中國戰場上國軍裝甲部隊的主力並被編入第200師當中

- 苏联
- 中華民國
- 西班牙
- 芬兰
- 土耳其
- 納粹德國
- 罗马尼亚王国
- 匈牙利王國
- 阿富汗